# 오호드 클럽
아후두 클럽(아랍어: نادي أحد)은 메디나를 연고로 하는 사우디아라비아의 축구단이다. 현재 사우디 1부 리그에 참가하고 있다.

## 우승
- 사우디 1부 리그: 1980–81, 1983–84, 2003–04

## 선수 명단

### 현역
참고: FIFA 자격 규정에 따라 소속된 국가대표팀 국기를 표시합니다. 선수는 복수의 FIFA 비회원국 국적을 가지고 있을 수 있습니다.
| 번호 | 포지션 | 국적 | 이름          |
| ---- | ------ | ---- | ------------- |
| 17   | MF     |      | 콘라드 미샬락 |

| 번호 | 포지션 | 국적 | 이름 |
| ---- | ------ | ---- | ---- |

## 역대 감독
| 감독              | 임기        |
| ----------------- | ----------- |
| 아우렐 치클레아누 | 2011 ~ 2012 |
| 프란시스코 아르세 | 2018        |

틀:오호드 클럽 선수 명단